# 大徳寺納豆
大徳寺納豆（だいとくじなっとう）は、京都市北区紫野の大徳寺門前で生産されている納豆である。寺納豆の一種。

## 概要
大徳寺納豆は現代一般的に呼ばれる納豆菌を発酵させて作った粘り気のある糸を引くような納豆とはまったく異なり、塩味の強い古来の製法に則って製造された食品である。酒肴やお茶請けとして用いられる他、寺では粥において塩の代わりに使われるほか、原型となった豆豉のように料理の調味料としても用いることができる。京都では、大徳寺納豆を用いた京菓子が各種存在する。
大徳寺納豆は、納豆菌ではなく麹菌を使用して発酵させ、乾燥後に熟成させたものである。風味は味噌や醤、中国原産の豆豉に近い。大徳寺ではこの食品を一休宗純が伝えたものとしている。中国に渡航した僧が伝来したために日本に伝来した当初は、「豉」と呼ばれ、調味料として用いられたと考えられている。
室町時代以後、大徳寺納豆を納豆（納豆菌を用いたもの）と区別するため、「久喜」や「寺納豆」などと呼ばれるようになった。こうした事例は、他にも「天竜寺納豆」・「一休寺納豆」、浜松市の「浜納豆」などにも見られる。